# 錢仁夫
錢仁夫（1446年—1526年），字元德，更字士弘，號東湖，直隸蘇州府常熟縣人，民籍，明朝政治人物。

## 生平
弘治二年（1489年）己酉科應天鄉試第三十一名舉人，十二年（1499年）中式己未科會試第一百四十三名，二甲第四十五名進士。授工部都水司主事，改工部虞衡司主事，十八年（1505年）監浙江稅，正德元年（1506年）升工部營繕司員外郎，二年（1507年）二月引疾致仕歸里，當時士大夫遭劉瑾所戕害，錢仁夫得以歸，人多歎羨。嘉靖五年（1526年）卒，葬虞山拂水巖之祖塋。

## 家族
高祖錢甦；曾祖錢中得；祖父錢用孝；父錢祚（字永錫）。母林氏（贈安人）。永感下。兄錢僖伯，弟錢信夫。